# Lateinamerikanischer Bischofsrat
Der Lateinamerikanische Bischofsrat (spanisch Consejo Episcopal Latinoamericano, CELAM) ist der Zusammenschluss der nationalen Bischofskonferenzen in Süd- und Mittelamerika. In ihm sind alle römisch-katholischen Bischöfe Lateinamerikas und der Karibik vertreten.
Sitz des Generalsekretariats ist seit Anbeginn die kolumbianische Hauptstadt Bogotá. An der Spitze des Gremiums steht ein auf vier Jahre gewählter Präsident. Seit 2023 ist dies der Erzbischof von Porto Alegre, Jaime Kardinal Spengler OFM.

## Geschichte
Das erste kontinentale Treffen lateinamerikanischer Bischöfe im Jahr 1899 gilt als Gründungsereignis der päpstlichen Lateinamerikapolitik. Bis heute finden parallel zu den Generalversammlungen des CELAM auch lateinamerikanische Kontinentalsynoden in Rom statt, auf denen sich die Bischöfe aus Lateinamerika austauschen.
Die Gründung des CELAM war Ausdruck einer bewussteren Wahrnehmung sozialer Fragen durch einzelne Kreise der katholischen Kirche Lateinamerikas seit den 1930er Jahren. Progressive Bischöfe wie Hélder Câmara forderten ein Zusammenwachsen der stark national ausgerichteten lateinamerikanischen Kirche. Dieses Umdenken manifestierte sich erstmals auf der I. Generalversammlung des lateinamerikanischen Episkopates. Sie fand anlässlich des 36. Eucharistischen Weltkongresses 1955 in Rio de Janeiro statt, an dem sehr viele lateinamerikanische Bischöfe teilnahmen. Es war eine Gelegenheit, über ihre künftige Zusammenarbeit zu beraten. Die Bischöfe baten Papst Pius XII., einen lateinamerikanischen Bischofsrat zu bewilligen. Der Papst stimmte zu. Am 27. Januar 1957 genehmigte die Kurie die Statuten, sodass der CELAM offiziell tätig werden konnte.
Einzelne Bischöfe setzten sich in den Tagungen und Denkschriften des CELAM für soziale Reformen ein. Verstärkt wurde diese Entwicklung durch das Zweite Vatikanische Konzil und die päpstlichen Sozialenzykliken. Tragende Figuren waren Dom Hélder Câmara aus Brasilien, Bischof Manuel Larraín aus Chile und Erzbischof Antonio Samorè, Nuntius in Kolumbien. Nach dem Konzil intensivierte sich die Zusammenarbeit der Bischöfe, die Anforderungen an das Generalsekretariat wuchsen, so dass dafür in Bogotá ein 1968 fertiggestelltes Verwaltungsgebäude geschaffen wurde.
Die II. Generalversammlung 1968 in Medellín übte einen profunden Einfluss auf die Entwicklung der Befreiungstheologie aus. Sie wurde von Papst Paul VI. auf seiner Reise nach Kolumbien persönlich eröffnet, der ersten Interkontinentalreise eines Papstes in der Geschichte. Das Abschlussdokument der Konferenz wurde von Theologen wie Gustavo Gutiérrez und Lucio Gera konzipiert, die als theologische Berater der versammelten Bischöfe fungierten. In ihm „wird die Situation der Bevölkerungsmehrheiten in Lateinamerika als Ergebnis von Strukturen der Abhängigkeit, Ungerechtigkeit und Unterdrückung beschrieben. (…) Die vorrangige und solidarische Option für die Armen wird theologisch (!) begründet (…). Die Armen (…) werden selber in ihrem evangelisatorischen Potential, nicht als pastoral Betreute, sondern als Subjekte der Evangelisierung beschrieben. Und schließlich werden die kirchlichen Basisgemeinden als die Keimzellen der Kirche (…) bestärkt.“ In den Jahren nach Medellín galt die CELAM, und insbesondere das ihr angegliederte Lateinamerikanische Pastoralinstitut IPLA (geleitet von Segundo Galilea), als Zentrum des befreiungstheologisch ausgerichteten Katholizismus in Lateinamerika und der Karibik.
1972, mit der Wahl Alfonso López Trujillos zum CELAM-Generalsekretär, gewannen konservative Bischöfe an Einfluss. López Trujillo versuchte, durch Statutenänderungen und Umstrukturierungen in den Instituten des CELAM die Befreiungstheologie zurückzudrängen. Mit Bonaventura Kloppenburg ernannte er einen scharfen Kritiker der Befreiungstheologie zum Leiter des IPLA.
Die III. Generalversammlung 1979 in Puebla, die Papst Johannes Paul II. eröffnete, war bereits im Vorfeld von Auseinandersetzungen zwischen befreiungstheologischen und konservativen Bischöfen und Theologen bestimmt. In den Abschlussdokumenten von Puebla setzte sich eine abgeschwächte befreiungstheologische Linie durch; jedoch bekannte sich die lateinamerikanische Kirche in ihnen erstmals ausdrücklich zur Option für die Armen.
Während die IV. Generalversammlung 1992 in Santo Domingo eine Abkehr von der Befreiungstheologie erbrachte, wurde mit der auf Initiative des chilenischen Schönstatt-Kardinals und damaligen CELAM-Generalsekretärs Javier Errázuriz angesetzten und von dem Mexikaner Luis Robles Díaz, dem ersten selbst aus Lateinamerika stammenden Vizepräsidenten der Päpstlichen Kommission für Lateinamerika, maßgeblich vorbereiteten V. Generalversammlung 2007 in Aparecida, die von Papst Benedikt XVI. eröffnet wurde, wieder stärker an diese theologische Linie angeknüpft. Als prägende Gestalt des Treffens wahrgenommen wurde Kardinal Jorge Bergoglio, der zusammen mit dem honduranischen Salesianer Óscar Rodríguez Maradiaga die Arbeitsgruppe leitete, die das Abschlussdokument erstellte. Der zuvor verworfene befreiungstheologische Dreischritt Sehen – Urteilen – Handeln und die Option für die Armen wurden darin wieder aufgenommen.

### Bisherige Generalversammlungen
- I. Generalversammlung 1955 in Rio de Janeiro, Brasilien
- II. Generalversammlung 1968 in Medellín, Kolumbien
- III. Generalversammlung 1979 in Puebla, Mexiko
- IV. Generalversammlung 1992 in Santo Domingo, Dominikanischen Republik
- V. Generalversammlung 2007 in Aparecida, Brasilien
- VI. Generalversammlung 2023 in Puerto Rico, USA

### Liste der Präsidenten

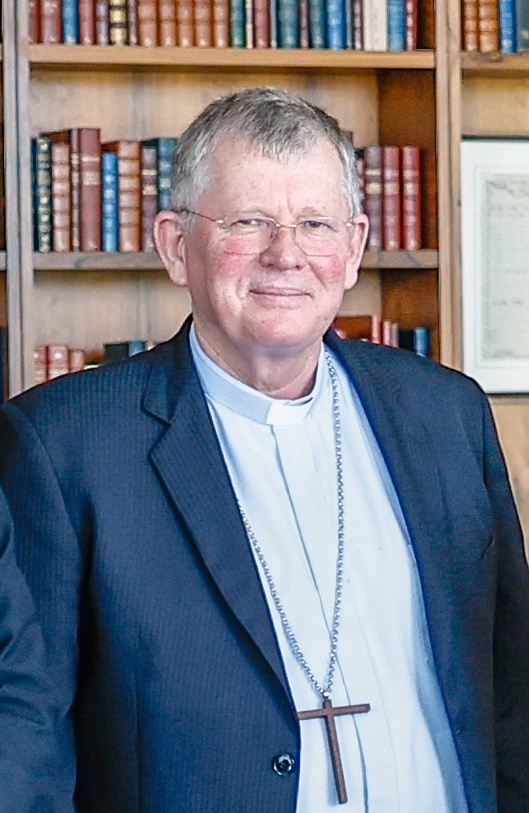
Jaime Spengler, amtierender Präsident

- 1958–1963: Miguel Darío Miranda y Gómez
- 1963–1966: Manuel Larraín Errázuriz (Bischof von Talca)
- 1966–1972: Avelar Brandão Vilela
- 1972–1975: Eduardo Francisco Pironio
- 1975–1979: Aloísio Lorscheider
- 1979–1983: Alfonso López Trujillo
- 1983–1987: Antonio Quarracino
- 1987–1991: Darío Castrillón Hoyos
- 1991–1995: Nicolás de Jesús López Rodríguez
- 1995–1999: Óscar Rodríguez Maradiaga
- 1999–2003: Jorge Enrique Jiménez Carvajal CIM
- 2003–2007: Francisco Javier Errázuriz Ossa
- 2007–2011: Raymundo Damasceno Assis
- 2011–2015: Carlos Aguiar Retes
- 2015–2019: Rubén Salazar Gómez
- 2019–2023: Héctor Miguel Cabrejos Vidarte
- seit 2023: Jaime Spengler

## Organisation

### Mitglieder
Mitglieder des Rates sind die nationalen Bischofskonferenzen der süd- und mittelamerikanischen Staaten sowie der Karibik.
| - Antillische Bischofskonferenz (A.E.C.) - Haitianische Bischofskonferenz (C.E.H.) - Kubanische Bischofskonferenz (C.O.C.C.) - Bischofskonferenz der Dominikanischen Republik (C.E.D.) - Mexikanische Bischofskonferenz (C.E.M.) - Argentinische Bischofskonferenz (C.E.A.) - Chilenische Bischofskonferenz (C.E.Ch.) - Kolumbianische Bischofskonferenz (C.E.C.) - Bischofskonferenz von Costa Rica (C.E.CO.R.) - Bischofskonferenz von El Salvador (CEDES) - Guatemaltekische Bischofskonferenz (CEG) | - Honduranische Bischofskonferenz (C.E.H.) - Nicaraguanische Bischofskonferenz (C.E.N.) - Panamaische Bischofskonferenz (C.E.P.) - Uruguayische Bischofskonferenz (C.E.U.) - Ecuadorianische Bischofskonferenz - Paraguayische Bischofskonferenz (C.E.P.) - Peruanische Bischofskonferenz - Bischofskonferenz von Puerto Rico (C.E.P.) - Venezolanische Bischofskonferenz (C.E.V.) - Bolivianische Bischofskonferenz (C.E.B.) |

### Derzeitiger Vorstand
Den Vorstand bilden (Stand Mai 2023):
- Präsident: Jaime Spengler OFM, Erzbischof von Porto Alegre (Brasilien)
- Erster Vizepräsident: José Luis Azuaje Ayala, Erzbischof von Maracaibo (Venezuela)
- Zweiter Vizepräsident: José Domingo Ulloa Mendieta, Erzbischof von Panama (Panama)
- Generalsekretär: Lizardo Estrada Herrera OSA, Weihbischof in Cuzco (Peru)

### Weitere Organisationen
In Umsetzung der Ergebnisse der Amazonassynode vom Herbst 2019 in Rom wurde (anknüpfend an die Arbeit des 2014 gegründeten kirchlichen Amazonas-Netzwerkes Repam) im Juni 2020 die Conferencia Eclesial de la Amazonía („Kirchliche Amazonien-Konferenz“) gegründet, eine länderübergreifende Kirchenkonferenz für das Amazonasgebiet. Arbeitsschwerpunkte sind die Überwindung der Marginalisierung der indigenen Bevölkerung und ein Ende der Umweltzerstörung im Amazonasbecken. Zunächst ist die Konferenz administrativ an den CELAM angegliedert; ein autonomer Status ist geplant. Der Vorsitzende war Cláudio Hummes.